# Arthur Fils
Arthur Fils (* 24. října 2004 Bondoufle, Île-de-France) je francouzský profesionální tenista. Ve své dosavadní kariéře na okruhu ATP Tour vyhrál tři singlové turnaje. Na challengerech ATP a okruhu ITF získal dva tituly titul ve dvouhře.
Na žebříčku ATP byl ve dvouhře nejvýše klasifikován v lednu 2025 na 19. místě a ve čtyřhře v témže měsíci na 186. místě. Trénuje ho Laurent Raymond.
V juniorském tenise si zahrál finále dvouhry i čtyřhry na French Open 2021. Deblovou trofej vybojoval s krajanem Giovannim Mpetshim Perricardem a ze souboje o singlový titul odešel poražen od dalšího zástupce francouzského tenisu Luky Van Asscheho. Po skončení dosáhl kariérního maxima na juniorském kombinovaném žebříčku ITF, když v červenci 2021 figuroval na 3. místě.
Ve francouzském daviscupovém týmu debutoval v roce 2023 skupinou finálového turnaje proti Velké Británii. V zápase podlehl Danielu Evansovi a Francie odešla poražena 1–2 na zápasy. Do února 2025 v soutěži nastoupil ke čtyřem mezistátním utkáním s bilancí 1–3 ve dvouhře a 0–0 ve čtyřhře.

## Tenisová kariéra
Na okruhu ATP Tour debutoval v 18 letech listopadovým Rolex Paris Masters 2022 v hale Bercy. Z pozice 315. hráče klasifikace musel obdržet divokou kartu do kvalifikace. V ní porazil členy ze šesté desítky žebříčku, Španěla Jaumeho Munara a Itala Fabia Fogniniho. Stal se tak nejmladším francouzským kvalifikantem, jenž postoupil do hlavní soutěže turnaje Masters od Gaëla Monfilse v roce 2004. Na úvod pařížské dvouhry mu však dva dny starou porážku oplatil Fognini, který do hlavní soutěže postoupil až jako šťastný poražený.

### 2023: První titul ATP v průlomové sezóně a posun do Top 40
První zápas na túře ATP vyhrál na únorovém Open Sud de France v Montpellier, do nějž jako 163. hráč žebříčku opět získal divokou kartu. Premiérovou účast ve čtvrtfinále a semifinále turnaje ATP si, jako první tenista narozený v roce 2004 či později, zajistil výhrami nad světovou pětačtyřicítkou Richardem Gasquetem, čtyřiadvacítkou Robertem Bautistou Agutem a sedmdesátkou Quentinem Halysem. Stal se tak nejmladším francouzským semifinalistou na okruhu od Gasqueta v Metách 2004. Do souboje o titul jej však nepustil pozdější italský vítěz Jannik Sinner. Dva týdny poté si druhé kariérní semifinále zahrál na marseillském Open 13 Provence, kde vyřadil Romana Safiullina i Stana Wawrinku. Do finále jej nepustil krajan a šedesátý muž žebříčku Benjamin Bonzi. Po skončení se v závěru února 2023 posunul na 104. příčku klasifikace.

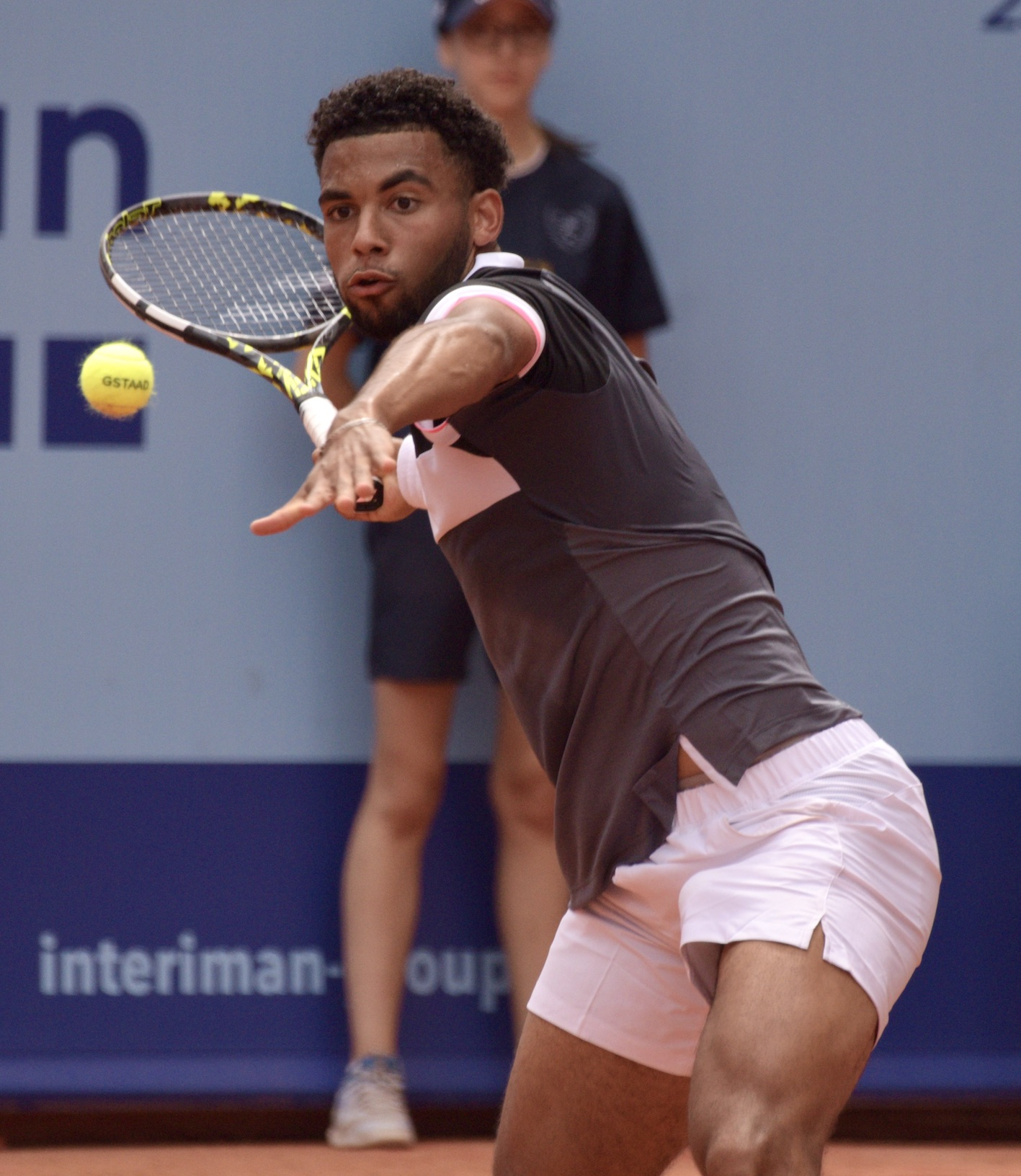
Na letním Swiss Open Gstaad 2023 dohrál v prvním kole

Z pozice postoupivšího kvalifikanta vypadl ve druhém kole dvouhry římského Internazionali BNL d'Italia. Jako nejmladší hráč v soutěži nejdříve porazil Argentince Juana Manuela Cerúndola, než dohrál na raketě světové sedmičky a pozdějšího finalisty Holgera Runeho z Dánska. Premiérové finále na okruhu ATP Tour proměnil v titul na květnovém Lyon Open. Na turnaj přijel v roli 112. muže klasifikace. Na úvod přehrál čínského kvalifikanta Čanga Č’-čena. V závěru první sady druhého kola byl diskvalifikován jeho soupeř Mikael Ymer, který zničil raketu údery do umpiru, když cítil křivdu z přiznání míče Filsovi. Kvůli zranění ramena nenastoupila do čtvrtfinále turnajová jednička Félix Auger-Aliassime. Ani v semifinále jej nezastavil osmý nasazený Američan Brandon Nakashima. O postupu rozhodl až ziskem tiebreaku v závěrečné sadě. Ve finále zdolal argentinskou světovou osmadvacítku Francisca Cerúndola po dvousetovém průběhu. Stal se tak nejmladším i nejníže postaveným šampionem Lyon Open a v probíhající sezóně třetím hráčem, jenž získal první kariérní trofej. Bodový zisk jej premiérově posunul do první světové stovky, ze 112. na 63. příčku. V rámci aktuální Top 100 byl jejím nejmladším členem.
Na grandslamu debutoval singlovou soutěží French Open. Únorovou prohru mu oplatil třicátý čtvrtý tenista světa Bautista Agut. Grandslamovou kvalifikaci si poprvé zahrál již v 16 letech na Roland Garros 2021. Po výhře nad bývalým členem Top 20 Bernardem Tomicem jej zastavil další Australan Marc Polmans. Ve Wimbledonu se zopakoval pařížský scénář, když v prvním duelu opět nestačil na třicátého čtvrtého muže pořadí Bautistu Aguta. Čtvrtfinálová výhra na antukovém Hamburg European Open nad světovou čtyřkou Casperem Ruudem znamenala jeho první vítězné utkání nad členem elitní světové dvacítky, desítky i pětky. Postoupil tak do premiérového semifinále v kategorii ATP 500, kde jeho cestu soutěží ukončil pozdější německý šampion Alexander Zverev. Po skončení debutoval v první padesátce žebříčku ATP. Na US Open si připsal první grandslamovou výhru ve dvouhře. Přes světovou čtyřiadvacítku Tallona Griekspoora prošel do druhé fáze, v níž nezvládl dlouhou pětisetovou bitvu s Italem  Matteem Arnaldim.
V září byl vybrán do evropského týmu pro vancouverský Laver Cup, v jehož otevíracím duelu podlehl členu světového výběru Benu Sheltonovi. Z pozice 44. muže klasifikace debutoval na říjnovém Rolex Shanghai Masters. Ve třetím kole nestačil na americkou světovou dvanáctku Tommyho Paula. Po skončení poprvé pronikl do elitní světové čtyřicítky, na 38. příčku. Druhé kariérní finále si zahrál na European Open v Antverpách. Po zvládnutých duelech s Estoncem Lajalem, Peruáncem Juanem Pablem Varillasem i sedmým hráčem žebříčku Stefanosem Tsitsipasem, znamenající druhou výhru nad členem Top 10, nezvládl finále. V něm jej přehrál Kazachstánec Alexandr Bublik. Přesto se v 19 letech stal nejmladším finalistou v historii turnaje. Na závěrečné události sezóny pro nejlepší hráče do 21 let, Next Generation ATP Finals v Džiddě, vyhrál základní skupinu. Ze semifinále postoupil přes krajana Lucu Van Asscheho, ale v souboji o titul nestačil na 20letého Srba Hamada Medjedoviće.

### 2024: Průnik do Top 20
Do sezóny vstoupil jako jediný teenager v první světové padesátce. Na lednovém Hong Kong Tennis Open porazil Bornu Goju a Marca-Andreu Hüslera, než jej vyřadila světová pětka Andrej Rubljov. Na navazujícím ASB Classic postoupil do semifinále, v němž jej zastavil chilský kvalifikant Alejandro Tabilo. V úvodním kole přehrál obhájce titulu, 37letého Richarda Gasqueta, čímž ukončil jeho 18leté působení v Top 100.

## Finále na okruhu ATP Tour
| Legenda                   |
| ------------------------- |
| D – dvouhra; Č – čtyřhra  |
| Grand Slam (0)            |
| Turnaj mistrů (0)         |
| ATP Tour Masters 1000 (0) |
| ATP Tour 500 (2–0 D)      |
| ATP Tour 250 (1–1 D)      |

### Dvouhra: 3 (2–1)
| Stav      | č. | datum         | turnaj           | kategorie | povrch    | soupeř ve finále    | výsledek           |
| --------- | -- | ------------- | ---------------- | --------- | --------- | ------------------- | ------------------ |
| Vítěz     | 1. | květen 2023   | Lyon, Francie    | ATP 250   | antuka    | Francisco Cerúndolo | 6–3, 7–5           |
| Finalista | 1. | říjen 2023    | Antverpy, Belgie | ATP 250   | tvrdý (h) | Alexandr Bublik     | 4–6, 4–6           |
| Vítěz     | 2. | červenec 2024 | Hamburk, Německo | ATP 500   | antuka    | Alexander Zverev    | 6–3, 3–6, 7–6(7–1) |
| Vítěz     | 3. | říjen 2024    | Tokio, Japonsko  | ATP 500   | tvrdý     | Ugo Humbert         | 5–7, 7–6(8–6), 6–3 |

## Finále Next Gen ATP Finals

### Dvouhra: 1 (0–1)
| Stav      | č. | datum         | turnaj                 | povrch    | soupeř ve finále | výsledek                           |
| --------- | -- | ------------- | ---------------------- | --------- | ---------------- | ---------------------------------- |
| Finalista | 1. | prosinec 2023 | Džidda, Saúdská Arábie | tvrdý (h) | Hamad Medjedović | 4–3(8–6), 1–4, 2–4, 4–3(11–9), 1–4 |

## Tituly na challengerech ATP a okruhu ITF
| Legenda                  |
| ------------------------ |
| D – dvouhra; Č – čtyřhra |
| Challengery (2 D; 0 Č)   |
| ITF (0 D; 0 Č)           |

### Dvouhra (2 tituly)
| Č. | datum       | turnaj              | povrch    | poražený finalista | výsledek      |
| -- | ----------- | ------------------- | --------- | ------------------ | ------------- |
| 1. | leden 2023  | Oeiras, Portugalsko | tvrdý (h) | Joris De Loore     | 6–1, 7–6(7–4) |
| 2. | květen 2024 | Bordeaux, Francie   | antuka    | Pedro Martínez     | 6–2, 6–3      |

## Finále na juniorském Grand Slamu

### Dvouhra juniorů: 1 (0–1)
| Stav      | rok  | turnaj      | povrch | soupeř ve finále | výsledek |
| --------- | ---- | ----------- | ------ | ---------------- | -------- |
| Finalista | 2021 | French Open | antuka | Luca Van Assche  | 4–6, 2–6 |

### Čtyřhra juniorů: 1 (1–0)
| Stav  | rok  | turnaj      | povrch | spoluhráč                  | soupeři ve finále            | výsledek |
| ----- | ---- | ----------- | ------ | -------------------------- | ---------------------------- | -------- |
| Vítěz | 2021 | French Open | antuka | Giovanni Mpetshi Perricard | Martin Katz German Samofalov | 7–5, 6–2 |